# Glogoni, Banatul de Sud
Glogoni (sârbă Glogonj, maghiară Galagonyás, germană Glogau) este o localitate în Districtul Banatul de Sud, Voivodina, Serbia.